# کرچ
کِرچ (روسی: Керчь، تاتار کریمه: Keriç، اسلاویک خاوری کهن: Кърчевъ) شهری است (۲۰۰۱ جمعیت ۱۵۷٬۰۰۰ نفر) در شبه جزیره کرچ در خاور کریمه جای گرفته‌است.
از کانون‌های مهم صنعتی، صادراتی، توریستی روسیه است.
نام آن از ریشه اسلاویک خاوری کهن و از واژه کِرک къркъ به معنی گَلو گرفته شده‌است که از روی تنگه آبی باریک روبروی شهرک گرفته شده‌است.